# チャーリーと18人のキッズ in ブートキャンプ
『チャーリーと18人のキッズ in ブートキャンプ』（原題: Daddy Day Camp）は、2007年のアメリカ映画で、『チャーリーと14人のキッズ』（2003年）の続編である。フレッド・サベージの監督デビュー作でもある。
日本では劇場公開されず、ビデオスルーとなった。

## キャスト
| 役名       | 俳優                             | 日本語吹替 |
| ---------- | -------------------------------- | ---------- |
| チャーリー | キューバ・グッディング・ジュニア | 高木渉     |
| ランス     | ロックリン・マンロー             | 森川智之   |
| バック大佐 | リチャード・ガント               | 廣田行生   |
| キム       | タマラ・ジョーンズ               | 幸田夏穂   |
| フィル     | ポール・レイ                     | 石住昭彦   |
| モーティ   | ブライアン・ドイル＝マーレイ     | 中村浩太郎 |

## 評価
本作は評論家には酷評された。Rotten Tomatoesでは75のレビューで支持率は1%であり、さらに2000年代の最低映画100選で16位となった。また、Metacriticでは100点満点中13点、A.V.クラブではFランクに認定された。

### 受賞とノミネート
| 賞                     | 部門               | 対象者                                                       | 結果       |
| ---------------------- | ------------------ | ------------------------------------------------------------ | ---------- |
| ゴールデンラズベリー賞 | 最低作品賞         |                                                              | ノミネート |
| ゴールデンラズベリー賞 | 最低前日譚・続編賞 |                                                              | 受賞       |
| ゴールデンラズベリー賞 | 最低主演男優賞     | キューバ・グッディング・ジュニア                             | ノミネート |
| ゴールデンラズベリー賞 | 最低監督賞         | フレッド・サベージ                                           | ノミネート |
| ゴールデンラズベリー賞 | 最低脚本賞         | ジェフ・ロドキー J・デヴィッド・ステム デヴィッド・N・ワイス | ノミネート |